# Hyndla
Hyndla er i nordisk mytologi navnet på en troldkvinde af jætteslægt. Hun optræder i en historie om Frejas elsker Ottar.
Ottar havde forviklet sig ind i en strid med Angantyr og tinget, som skulle afklare stridsspørgsmålet besluttede at den af parterne som havde den ærværdigste slægtslinie ville vinde. Freja forvandlede da Ottar til et svin og red til Hyndlas bolig. Her fik hun Hyndla overtalt til at klarlægge Ottars slægt i sin helhed og samtidig gøre det muligt for Ottar at huske samtlige led.
Stående på tinge kunne Ottar da beskrive deltaljerne for hvert enkelt slægtsled tilbage til dens tidlige begyndelse. Da Ottar var i stand til at redegøre for klart flere slægsled end Angantyr vandt han søgsmålet.
| Nordisk mytologi | Spire Denne artikel om nordisk religion og mytologi er en spire som bør udbygges. Du er velkommen til at hjælpe Wikipedia ved at udvide den. |